# Tabreux
Tabreux est un hameau de la commune belge de Hamoir situé en Wallonie dans la province de Liège.

## Situation
Le hameau est situé à 2 km au nord de Hamoir et à 1 km de Xhignesse à l'intérieur d'un méandre de l'Ourthe formant une plaine couverte de prairies vouées à l'élevage en face du village de Fairon implanté sur la rive opposée de la rivière. Xhignesse et Tabreux sont séparés par une colline boisée culminant à l'altitude de 180 m soit quelque 65 m au-dessus du niveau de l'Ourthe.

## Description
Initialement composé d'une seule ferme en carré toujours en activité mais dont certaines étables sont en ruine, Naguère, Tabreux comptait quelques habitations de type chalet ou seconde résidence alignées sur la rive droite de l'Ourthe. Il n'en reste qu'une à ce jour.
Tabreux est aussi connu pour ses rochers de calcaire se prêtant à l'escalade et pour son pont de chemin de fer et sa passerelle adossée franchissant l'Ourthe.
Le passage à niveau a été remplacé en 2016 par un pont routier surmontant la voie ferrée. Le RAVeL, inauguré en 2019, traverse le hameau entre la passerelle de Fairon et celle de Tabreux.

## Station hydrologique

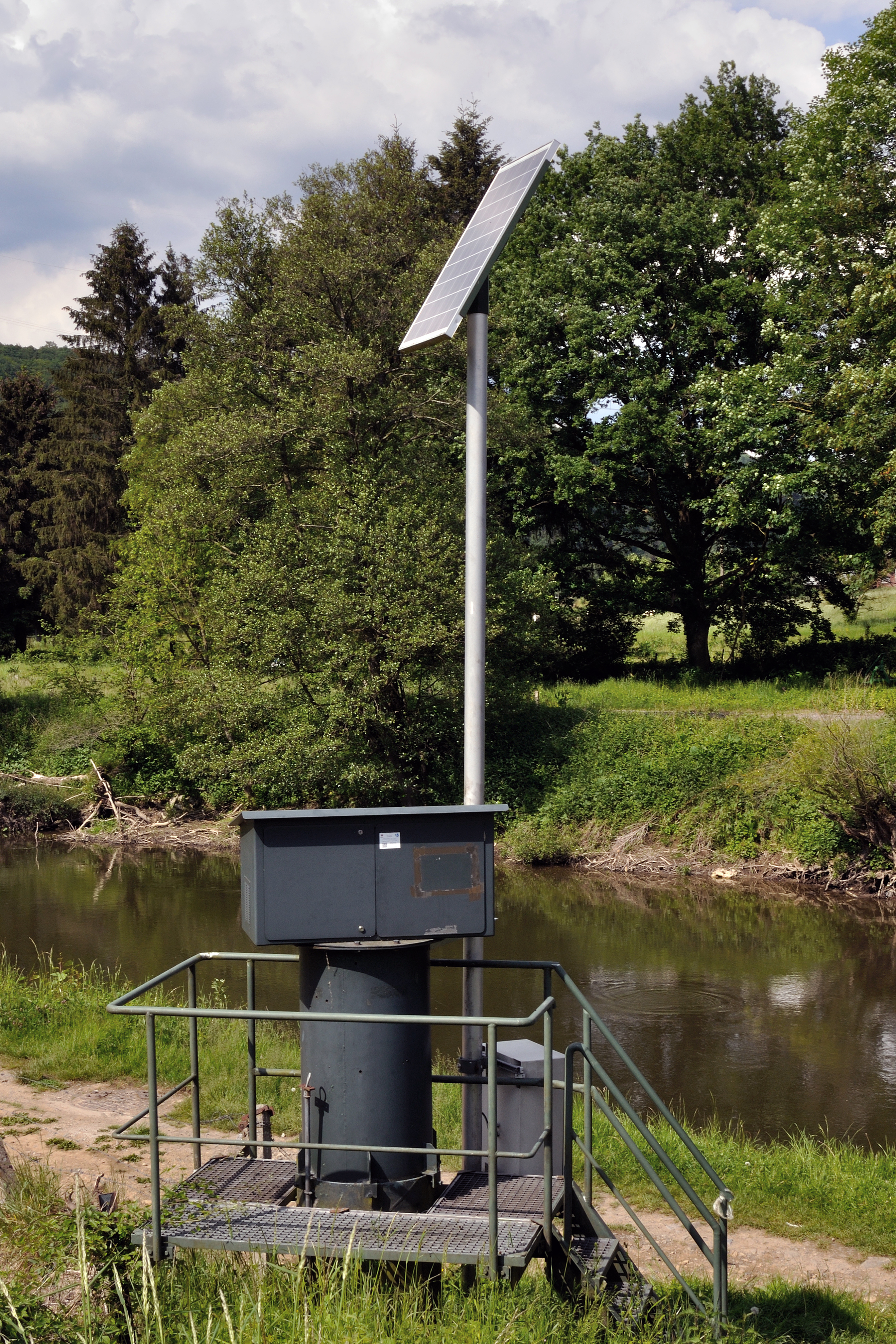
Station de Tabreux

La station hydrologique de Tabreux installée le 18 décembre 1970 mesure la hauteur et le débit de l'Ourthe. Ce type de station permet, par les mesures qu'elle effectue d'anticiper les crues de l'Ourthe moyenne. Elle gérée par la Direction générale opérationnelle 2 (DGO2) de la Wallonie.
1. ↑  « Direction générale opérationnelle de la Mobilité et des Voies hydrauliques », sur wallonie.be (consulté le 2 mai 2023).

## Source
- « hamoir.be/tourisme/ »(Archive.org • Wikiwix • Archive.is • Google • Que faire ?)

https://echosrochassiers.blogspot.com/2019/04/le-rocher-de-tabreux.html